# Phaeochorella zonata
Phaeochorella zonata är en svampart som beskrevs av Petr. 1947. Phaeochorella zonata ingår i släktet Phaeochorella och familjen Phyllachoraceae.   Inga underarter finns listade i Catalogue of Life.